# شور غل (مشكين شهر)
شور غل هي قرية في مقاطعة مشكين شهر، إيران. عدد سكان هذه القرية هو 188 في سنة 2006.